# 努爾蘭·諾加耶夫
努爾蘭·阿斯卡羅維奇·諾加耶夫（羅馬化：Nūrlan Asqarūly Noğaev；1967年7月30日—），是一位哈薩克斯坦政治人物。他之前曾經擔任過西哈薩克斯坦州州長、阿特勞州州長和中央政府能源部部長，並自2021年9月7日起出任該國曼格斯套州州長。

## 早年生活和教育
諾加耶夫於1967年7月30日在蘇聯哈薩克蘇維埃社會主義共和國阿克托貝州十月區十月鎮（現哈薩克斯坦阿克托貝州穆加爾扎爾區坎德阿加什）出生，大學時期於莫斯科國立石油天然氣學院（現俄羅斯國立石油天然氣大學）修讀採礦工程系並在1993年順利畢業，後來更取得哈薩克國立管理學院（現納爾霍斯大學）經濟學學位以及由莫斯科國立國際關係學院頒發的工商管理碩士。另一方面，他還是熱特魯部落當中的塔本氏族成員，並能說哈薩克語、俄語、英語和土耳其語。

## 仕途
諾加耶夫於1993年進入俄羅斯莫斯科「吉利-帕斯克爾」（Гили-Паскер）有限責任合夥公司先後從事石油產品高級專家、部門主任與總經理等職務，兩年後返回哈薩克斯坦阿拉木圖「訛答剌」（Отрар）小型有限公司擔任副總經理，其後又在1996年轉往哈薩克突厥石油（Казахтуркмунай）有限責任合夥公司先後出任銷售工程師、銷售部門主任、石油和石油產品銷售員以及總經理等職位直至2006年。
2006年2月，諾加耶夫擔任哈薩克斯坦國家石油天然氣公司執行董事一職，半年後加入中央政府出任能源和礦物資源部石油工業處處長。接著他於2007年9月被調往西哈薩克斯坦州擔任副州長，兩年多後獲晉升為第一副州長，並在2012年1月20日正式升任為州長。
2016年3月26日，諾加耶夫改任阿特勞州州長；而一份於同年8月進行的統計數據則顯示其每月薪金為92萬4431堅戈。後來哈薩克斯坦第二任總統卡西姆若馬爾特·托卡耶夫在2019年12月18日簽署第218號總統令，任命諾加耶夫擔任能源部部長。2021年9月7日，托卡耶夫總統再次簽署第654號總統令，決定解除諾加耶夫能源部部長職務，並把其調往西部曼格斯套州出任州長一職。

## 榮譽
諾加耶夫曾經獲得庫爾梅特獎章、預防和消除緊急情況傑出（Төтенше жағдайлардың алдын алуда және жоюда үздік шыққаны үшін）獎章、哈薩克斯坦共和國獨立20週年（Қазақстан Республикасының тәуелсіздігіне 20 жыл）紀念獎章以及最佳社交夥伴（Үздік әлеуметтік әріптес）獎章。

## 爭議
2013年7月13日，KSS 建築（KSS Building）有限責任合夥公司主席巴爾雷克·緬德加濟耶夫（Барлык Мендыгазиев）於阿拉木圖舉行記者會，指控時任西哈薩克斯坦州州長諾加耶夫與犯罪團伙存有聯繫。他聲稱由於自己反對在基爾薩諾夫斯基（Кирсановский）動物保護區興建煉油廠綜合體，導致諾加耶夫打算使其公司破產。九日後，緬德加濟耶夫因「逃稅」罪名被捕，其後因公眾壓力和所屬公司員工舉行集會而獲釋。